# Kamran Mir Hazar
Kamran Mir Hazar (persa/ Idioma hazara: کامران میرهزار) (Hazarajat, 3 de enero de 1976) es un poeta, periodista y defensor de derechos humanos. Mir Hazar es el fundador y redactor jefe de Kabul Press y Refugee Face. Por su inmensa labor y por sus informes críticos ha ganado varios premios incluso Hellman/Hammett Grant( Becas Hellman/Hammett) de parte del American Human Rights Watch en 2008 y un Freedom Award(Premio de la Libertad) de parte del Afghanistan Civil Society Forum, en 2007.

## Trabajo periodístico
Kamran Mir Hazar se ha dedicado más de diez años a la labor de periodista y editor. En 2004 puso en marcha Kabul Press, el sitio de noticias más leído en Afganistán. En 2005 también inició las publicaciones del periódico “ Chai e Dagh” ( Té Caliente). En 2006 trabajo como redactor jefe para la radio nacional Killed y un año después para la radio Salam Watandar apoyada por Internews.
En 2011 dispuso el sitio en línea de Refugee Face. Como periodista además, conribuyó en algunos diarios británicos “ The Guardian”. Uno de sus libros, Censorship in Afghanistan (Censura en Afganistán), fue publicado por Norway´s IP Planse-Books. Está escrito en lengua Dari y es el primer libro que eexplora el fenómeno de la eliminación sistemática de la Libertad de Expresión en Afganistán.
Kamran Mir Hazar ha sido arrestado dos veces y maltratado por los agentes de seguridad en Afganistán y también el sitio de Kabul Press ha sido censurado y prohibido en Irán y Afganistán, donde sólo era accesible a través de los ISP(Internet Service Provider), organizaciones no gubernamentales.

## Trabajo literario
Kamran Mir Hazar ha publicado dos antologías de poesía. La primera titulada “ Ketab e Mehr” y la segunda làhne tonde àsbi dàr ezlâye pàrvâneh shodàn. También, Ha escrito el libro de “Reading and Writing” (Leer y Escribir), enfocado hacia la crítica literaria y la nueva generación de escritores de Afganistán. Además, ha asistido a numerosos eventos literarios internacionales como Festival de Poesía Internacional en Rotterdan, Holanda y al Festival Internacional de Poesía de Medellín, Colombia. También Hay que destacar que en 2002 Kamran Mir Hazar fundó Raha Pen.